# Liposcelis pallida
Liposcelis pallida är en insektsart som beskrevs av Edward L. Mockford 1978. Liposcelis pallida ingår i släktet Liposcelis och familjen boklöss. Inga underarter finns listade i Catalogue of Life.